# Витичівський з'їзд

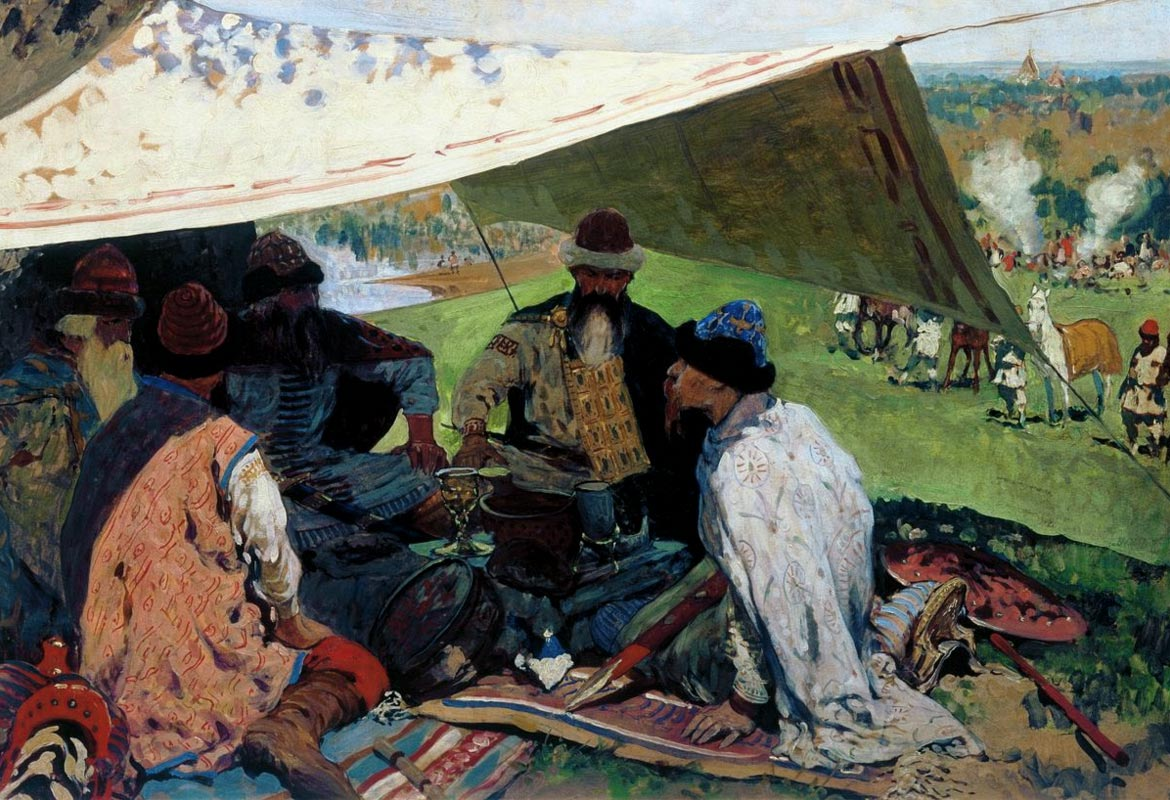
Князі зібралися на Витичівський з'їзд. Витачів, 1100 рік (художник С. В. Іванов)

Витичівський з'їзд (або з'їзд в Уветичах) — другий з'їзд удільних князів Київської Русі, скликаний 1100 року в місті Витичеві (нині селище Витачів, Обухівського району, Київської області) з ініціативи Володимира Мономаха. 10 серпня між Святополком Ізяславичем, Володимиром Мономахом, Давидом і Олегом Святославичами було укладено мир. На Витечівському з'їзді обговорювалося питання про припинення князівських міжусобиць, щоб згуртувати сили для боротьби проти половців. Князя Давида Ігоровича, який порушив перемир'я, укладене на Любецькому з'їзді 1097 року, і був призвідником тогочасних князівських міжусобиць, Витичівський з'їзд 30 серпня позбавив Володимир-Волинського князівства. Натомість йому було надано у володіння Бузьк, Острог, Дубно, Чорторийськ, а незабаром — Дорогобуж та 4000 гривень срібла. Після з'їзду відбулись спільні походи князів проти половців, які надовго припинили напади цих кочівників на Київську Русь.